# تشاه يار محمد
تشاه يار محمد (بالفارسية: چاه یار محمد) هي قرية تقع في قسم دلغان الريفي (مقاطعة دلغان) في إيران. يقدر عدد سكانها بـ 0 نسمة بحسب إحصاء 2016.